# 仮処分
仮処分（かりしょぶん）とは、債権者からの申立てにより、民事保全法に基づいて裁判所が決定する暫定的処置である。金銭債権以外の権利を保全する点で仮差押と異なる。目的・態様に応じて「係争物に関する仮処分」と「仮の地位を定める仮処分」の二種類がある。
いずれも、手続の流れとしては、仮処分を認めるかどうか裁判所が判断する仮処分命令の段階と、仮処分命令に従ってその執行をする段階に分かれる。以下、民事保全法は、条名のみ記す。
または、1948年の戦犯の公職追放に関する暫定的な処分のことも仮処分といい、平野事件などで行政執行における仮処分の在り方の是非が争われ、GHQが政治介入した。
本頁では以降、主に一般の民事保全に基づく仮処分について説明する。

## 概要
裁判所が仮処分命令を出すためには、債権者が、被保全権利の存在と保全の必要性を疎明しなければならない（13条）。また、仮処分は仮の救済であって、後日、訴訟で、被保全権利が存在しないことが明らかになることもあり得るので、通常、債権者は債務者の損害を填補するため、一定の担保を立てることが求められる（14条）。
仮処分命令に不服のある債務者は保全異議の申立てをすることができる（26条）。
仮処分の申立てには、時効中断効がある（民法147条2号）が、権利者の請求によりまたは法律の規定に従わないことにより取り消されたときは、時効中断効を生じない（民法154条）。

## 係争物に関する仮処分
23条1項に規定。金銭債権以外の権利執行を保全するために、現状の維持を命ずる仮処分。2つに分類できる。
処分禁止の仮処分
自分の所有する不動産の登記が他人名義になっているため、抹消登記を求める訴訟を提起する場合に、相手方（債務者）が訴訟係属中に第三者に登記を移転してしまわないようにするなど、登記請求権を保全するために不動産の処分を禁止するための仮処分。この仮処分命令がされると、登記簿に処分禁止の登記がされる（53条1項）。もし処分禁止の登記の後に債務者から第三者に登記が移転されても、債権者が後日、本案訴訟で勝訴した場合は、第三者への移転登記を抹消することができる（58条2項、不動産登記法111条）。
占有移転禁止の仮処分
相手方（債務者）に対し不動産の明渡しを求める訴訟を提起する場合に、債務者が訴訟係属中に第三者に住まわせるなど占有を移してしまい、明渡しの強制執行ができなくなるおそれがあるとき、占有の移転を禁止（明渡請求権の保全）するための仮処分。この仮処分命令に基づいて、執行官が、その不動産を保管中であることを示す公示書を掲示する（民事保全規則44条1項）。もし仮処分に違反して占有が第三者に移転されても、債権者が後日、債務者に対する本案訴訟で勝訴した場合は、第三者に対して改めて訴訟を提起しなくても、原則として第三者に対して明渡しの強制執行をすることができる（62条）。

## 仮の地位を定める仮処分
23条2項に規定。係争中に生じている損害から債権者を保護するためになされる仮処分。仮処分が用いられた例として以下がある。
- 2004年の7月にUFJ信託と住友信託の経営統合をめぐって、独占交渉を定めた当初の合意に反して、UFJが東京三菱銀行と経営統合交渉を行ったため、住友信託がUFJに対してそのような交渉の差し止めを求める仮処分を申し立てた。
- 2004年8月に、オリックスと近鉄の球団合併をはじめとする一連の紛争の中で、プロ野球選手会がプロ野球機構を相手方として団体交渉を求める仮処分を申し立てた。

## 仮登記仮処分
不動産登記は共同申請が原則であるが、裁判所による「仮登記を命じる処分」がなされたときは、登記権利者の単独申請により登記をすることができる（不動産登記法107条、108条）。この裁判所の処分を仮登記仮処分という。
　不動産競売事件による売却の結果、生ずる法定地上権の付着する土地に対してなされる仮登記の仮処分。